# Selbergsche Zetafunktion
Die Selbergsche Zetafunktion ist eine Funktion aus dem mathematischen Gebiet der harmonischen Analysis. Sie wird verwendet, um den Zusammenhang zwischen den Eigenwerten des Laplace-Operators und dem Längenspektrum einer hyperbolischen Fläche zu untersuchen.

## Definition
Es sei {\displaystyle S=\Gamma \backslash H^{2}} eine hyperbolische Fläche oder Orbifaltigkeit.
Für eine einfache geschlossene Geodäte {\displaystyle \gamma \subset S} bezeichne {\displaystyle l(\gamma )} ihre Länge. Die Selbergsche Zetafunktion {\displaystyle {\mathcal {Z}}_{\Gamma }\colon \mathbb {C} \to \mathbb {C} \cup \left\{\infty \right\}} wird durch meromorphe Fortsetzung der für {\displaystyle \operatorname {Re} (s)\gg 0} durch
{\displaystyle {\mathcal {Z}}_{\Gamma }(s)=\prod _{\gamma }\prod _{k=0}^{\infty }(1-e^{-l(\gamma )(s+k)})}
gegebenen Funktion definiert.

## Nullstellen
Die Nullstellen der Selbergschen Zetafunktion sind diejenigen Zahlen {\displaystyle s_{j}}, die die Gleichung
{\displaystyle s_{j}(1-s_{j})=\lambda _{j}}
für einen der Eigenwerte 
{\displaystyle 0=\lambda _{0}<\lambda _{1}<\lambda _{2}<\ldots }
des Laplace-Operators auf {\displaystyle S} erfüllen. 

## Mayerscher Transfer-Operator
Für {\displaystyle \Gamma =SL(2,\mathbb {Z} )} hat man die Identität
{\displaystyle {\mathcal {Z}}_{\Gamma }(s)=\det(1-{\mathcal {L}}_{s}^{2})}.
Dabei bezeichnet {\displaystyle {\mathcal {L}}_{s}\colon V\to V} den Mayerschen Transferoperator auf dem Raum {\displaystyle V} der Funktionen, die auf der offenen Kreisscheibe mit Mittelpunkt {\displaystyle 1} und Radius {\displaystyle {\tfrac {3}{2}}} holomorph und auf ihrem Rand stetig sind. Er ist definiert durch
{\displaystyle {\mathcal {L}}_{s}\phi (z)=\sum _{n=1}^{\infty }{\frac {1}{(z+n)^{2s}}}\,\phi \left({\frac {1}{z+n}}\right)}.